# Boomer Esiason
(en) Statistiques sur pro-football-reference
 Boomer Esiason est un joueur américain de football américain, né le 17 avril 1961, qui évoluait au poste de quarterback. Il est maintenant commentateur sportif.

## Biographie

### Carrière universitaire
Il a joué avec les Maryland Terrapins.

### Carrière professionnelle
Il fut drafté au 2e tour (38e choix général) en 1984 par les Bengals de Cincinnati.
Esiason a disputé 187 matchs de NFL, cumulant 37 920 yards à la passe pour 247 touchdowns. Il a dépassé sept fois les 3 000 yards à la passe par saison.

## Palmarès
- Pro Bowl : 1986, 1988, 1989 et 1993
- Finaliste du Super Bowl en 1988
- MVP de NFL en 1988

## Fondation contre la Mucoviscidose
En 1993, alors qu'il faisait un camp d'entraînement avec les Jets, Esiason appris que son fils, alors âgé de deux ans, était atteint de mucoviscidose. Il décida alors de créer une fondation pour promouvoir la recherche contre cette maladie. Avec le cofondateur des Bengals de Cincinnati, il fonda aussi une compagnie dont les profits étaient destinés à financer la recherche contre la mucoviscidose. Grâce à un traitement permanent, son fils Gunnar est devenu un adolescent actif qui joue aussi quarterback dans l'équipe de son école.